# 110丁目駅 (IRTレキシントン・アベニュー線)
110丁目駅（110ちょうめえき、英: 110th Street）はニューヨーク市地下鉄IRTレキシントン・アベニュー線の駅である。マンハッタン区スパニッシュ・ハーレムにあるレキシントン・アベニューと110丁目の交差点に位置し、4系統が深夜のみ、6系統が終日、<6>系統が平日20時45分迄の混雑方向に停車する。

## 駅構造
| G          | 地上階                         | 出入口 |
| P ホーム階 | 相対式ホーム、右側のドアが開く | 相対式ホーム、右側のドアが開く |
| P ホーム階 | 北行緩行線                     | ← 深夜帯：ウッドローン駅行き（116丁目駅） ← 平日午後：パークチェスター駅行き（116丁目駅） ← 平日午後以外：ペラム・ベイ・パーク駅行き（116丁目駅） ← 平日午後：ペラム・ベイ・パーク駅行き（116丁目駅） |
| P ホーム階 | 北行急行線                     | ← 深夜帯以外：通過 |
| P ホーム階 | 南行急行線                     | → 深夜帯以外：通過 → |
| P ホーム階 | 南行緩行線                     | → 深夜帯：ニューロッツ・アベニュー駅行き（103丁目駅）→ ブルックリン・ブリッジ-シティ・ホール駅行き（103丁目駅）→ 平日午前：ブルックリン・ブリッジ-シティ・ホール駅行き（103丁目駅）→                  |
| P ホーム階 | 相対式ホーム、右側のドアが開く | |

1918年7月17日にこの地下駅は開業し、4本の路線に2つの相対式ホームを有する。中央にある急行線は日中の4系統と5系統が使用する。両方のホームとも整備されており、壁の一定の間隔ごとに『110』と書かれた刻板と『110TH STREET』とタイムズ・ニュー・ローマン字体で書かれた駅名の刻板がある。
どのホームにも中央に同じ規模の自動改札機、改札口と2つの鉄製の階段を備えた改札がある。 南側のホームにある階段はそれぞれレキシントン・アベニューと110丁目の西側の角に、北側のホームにある階段はそれぞれ交差点の東側の角につながっている。改札内にホーム間の連絡通路はない。
また、両ホームには111丁目への出口があったが、安全上の理由から1990年代半ばに閉鎖された。現在ではこの出口は鉄製のドアで覆われている。 
この駅のアート作品は1996年マニュエル・ヴェガ作の『Un Sabado en la Ciento Diez』(110丁目の土曜日)というモザイクである。

### 出入口
| 位置                                        | 種類 | 数  | 接続ホーム |
| ------------------------------------------- | ---- | --- | ---------- |
| レキシントン・アベニューと110丁目交差点北西 | 階段 | 1本 | 南行       |
| レキシントン・アベニューと110丁目交差点南西 | 階段 | 1本 | 南行       |
| レキシントン・アベニューと110丁目交差点北東 | 階段 | 1本 | 北行       |
| レキシントン・アベニューと110丁目交差点南東 | 階段 | 1本 | 北行       |